# Gymnophora priora
Gymnophora priora är en tvåvingeart som beskrevs av Brown 1989. Gymnophora priora ingår i släktet Gymnophora och familjen puckelflugor. Inga underarter finns listade i Catalogue of Life.